# JMB VL-3 Evolution
Le JMB VL-3 Evolution, aussi appelé Aveko VL-3 Sprint, est un ULM multi-axes conçu par l'entreprise tchèque Aveko et commercialisé par l’entreprise belge JMB aviation.
C'est un biplace côte à côte, avec trains rentrants ou fixes. C'est un appareil haut de gamme destiné au voyage.

## Historique
Conçu par Vanessa Air et produit par Aveko (République tchèque), l'appareil fait son premier vol en 2004. En 2007, l'importateur pour la France et la Belgique, JMB aviation, représente 85% des ventes. JMB Aviation acquiert Aveko en 2012. L'entreprise améliore le design de l’empennage et l’intérieur de l'avion. Depuis 2015, JMB produit les ailes et le fuselage, désormais l'avion est entièrement produit par JMB à Choceň en République tchèque.

## Conception et développement
La structure de l'appareil est en composite et l'habitacle est fait d'une combinaison fibre de kevlar et fibre de carbone.
Les volets sont de type « split-flaps » et sortent selon trois positions : 15, 37 et 55°. 
Le VL3 est équipé d'un parachute balistique.

## Motorisations
Plusieurs motorisations sont proposées: Rotax 912, Rotax 914, Rotax 915 et Rotax 916. Plusieurs hélices sont possibles, le constructeur recommande la Woodcomp KW20 hydraulic pour de meilleures performances.
La turbine Turbotech TP-R90 est également proposée en 2025.

## Versions
VL-3 FG
Trains fixes
VL-3 RG
Trains rentrants
VL-3C-1
Trains fixes et une aile moins rapide, 600 kg de MTOW pour la catégorie light sport aircraft.
Le VL-3 peut être équipé afin de remorquer un planeur.